# Frank Irons
Francis Cleveland (Frank) Irons (Des Moines, 23 maart 1886 – Palatine, 19 juni 1942), was een Amerikaans atleet.

## Biografie
Irons nam tweemaal deel aan de Olympische Zomerspelen en won in 1908 bij het verspringen de gouden medaille.

## Palmares

### Hink-stap-springen
- 1908: 16e OS - 12,67m

### Hoogspringen uit stand
- 1908: 8e OS - 1,42m

### Verspringen
- 1908:  OS - 7,48m
- 1912: 9e OS - 6,80m

1896: Ellery Clark ·
1900: Alvin Kraenzlein ·
1904: Meyer Prinstein ·
1908: Frank Irons ·
1912: Albert Gutterson ·
1920: William Petersson ·
1924: William DeHart Hubbard ·
1928: Ed Hamm ·
1932: Ed Gordon ·
1936: Jesse Owens ·
1948: Willie Steele ·
1952: Jerome Biffle ·
1956: Greg Bell ·
1960: Ralph Boston ·
1964: Lynn Davies ·
1968: Bob Beamon ·
1972: Randy Williams ·
1976: Arnie Robinson ·
1980: Lutz Dombrowski ·
1984: Carl Lewis ·
1988: Carl Lewis ·
1992: Carl Lewis ·
1996: Carl Lewis ·
2000: Iván Pedroso ·
2004: Dwight Phillips ·
2008: Irving Saladino ·
2012: Greg Rutherford ·
2016: Jeff Henderson ·
2020: Miltiadis Tentoglou ·
2024: Miltiadis Tentoglou
- Bibliothèque nationale de France: cb16952408x (data)
- International Standard Name Identifier: 0000 0004 5100 559X
- Virtual International Authority File: 316738348